# 許萬利
許萬利（1960年—），台灣木雕藝術家，屏東人，現居於台灣屏東縣東港鎮。

## 簡介
許萬利出生於屏東縣東港鎮，國中畢業後在1980年師從廟宇雕刻家吳炳昌，投身廟宇雕刻多年，三十八歲那年，許萬利在大舅子蔡明海鼓勵下，從廟宇神佛雕刻轉型木雕藝術創作。由於許萬利出身漁村，作品時以漁民生活點滴為題，講究真實呈現討海生活風貌，被國立台灣工藝研究發展中心肯定，列定為工藝之家。

## 展演記錄
- 2002年　國立工藝研究所推薦以「海海人生－補破網」為主題，參加總統府藝廊的－屏東地方工藝展
- 2006年　受「鮪尾大吉」原創者鄭如意女士委託製作，該作品並隨原創者一起受屏東縣文化局之邀參加『2006墾丁海洋風鈴季』展出
- 2006年　原創者鄭如意女士再次邀請雕塑三米高之鮪尾造型，目前豎立於『東港漁業文化館』之樓頂作為黑鮪魚文化精神地標
- 2006年　財政部高雄市國稅局市民生活文化木雕邀請個展
- 2006年　交通部觀光局大鵬灣國家風景區管理處遊客中心木雕邀請展

## 得獎記錄
- 2000年　屏東美展＜雕塑類＞優選
- 2001年　第四十八屆中部美展雕塑類入選
- 2001年　第十五屆南瀛獎＜雕塑類＞入選

## 資料來源
- 國立台灣工藝研究發展中心--許萬利[永久]
- 台灣工藝生活美學概念館--許萬利[]